# Alan Carvalho
Alan Douglas Borges de Carvalho (Barbosa, São Paulo, Brasil, 10 de julio de 1989), más conocido como Alan  o A Lan, es un futbolista chino que juega de delantero en el Qingdao West Coast de la Superliga de China.
El traspaso le costó al conjunto chino 11,10 millones de euros, siendo miembro del top 10 de fichajes más caros de la Superliga de China hasta febrero de 2016.[cita requerida]

## Clubes
| Club                          | País    | Año       |
| ----------------------------- | ------- | --------- |
| Londrina E. C.                | Brasil  | 2007-2008 |
| Fluminense F. C.              | Brasil  | 2008-2010 |
| Red Bull Salzburgo            | Austria | 2010-2014 |
| Guangzhou F. C.               | China   | 2014-2022 |
| Tianjin Tianhai (cedido)      | China   | 2019      |
| Beijing Sinobo Guoan (cedido) | China   | 2020      |
| Fluminense F. C.              | Brasil  | 2022-2023 |
| Qingdao West Coast            | China   | 2024-     |

## Palmarés

### Títulos nacionales
| Título             | Club                 | País    | Año  |
| ------------------ | -------------------- | ------- | ---- |
| Bundesliga         | Red Bull Salzburgo   | Austria | 2012 |
| Copa de Austria    | Red Bull Salzburgo   | Austria | 2012 |
| Bundesliga         | Red Bull Salzburgo   | Austria | 2014 |
| Copa de Austria    | Red Bull Salzburgo   | Austria | 2014 |
| Superliga de China | Guangzhou Evergrande | China   | 2015 |
| Supercopa de China | Guangzhou Evergrande | China   | 2016 |
| Superliga de China | Guangzhou Evergrande | China   | 2016 |
| Copa de China      | Guangzhou Evergrande | China   | 2016 |
| Supercopa de China | Guangzhou Evergrande | China   | 2017 |
| Superliga de China | Guangzhou Evergrande | China   | 2017 |
| Supercopa de China | Guangzhou Evergrande | China   | 2018 |

### Títulos internacionales
| Título                      | Club                 | País  | Año  |
| --------------------------- | -------------------- | ----- | ---- |
| Liga de Campeones de la AFC | Guangzhou Evergrande | China | 2015 |